# Apamea monoglypha
Apamea monoglypha (tên tiếng Anh Dark Arches) là một loài bướm đêm thuộc họ Noctuidae. Nó là một loài phổ biến, đôi khi đầy rẫy ở Âu Châu. Nó được tìm thấy ở hầu hết châu Âu ngoại trừ cực bắc Fennoscandia và phần phía nam của bán đảo Iberia và Hy Lạp. Phụ loài nhỏ hơn sardoa được tìm thấy ở Sardegna và Corse. Loài này cũng được tìm thấy ở Anatolia, Tây Á và Trung Á. Ở Alps nó được tìm thấy ở độ cao 2500 mét.

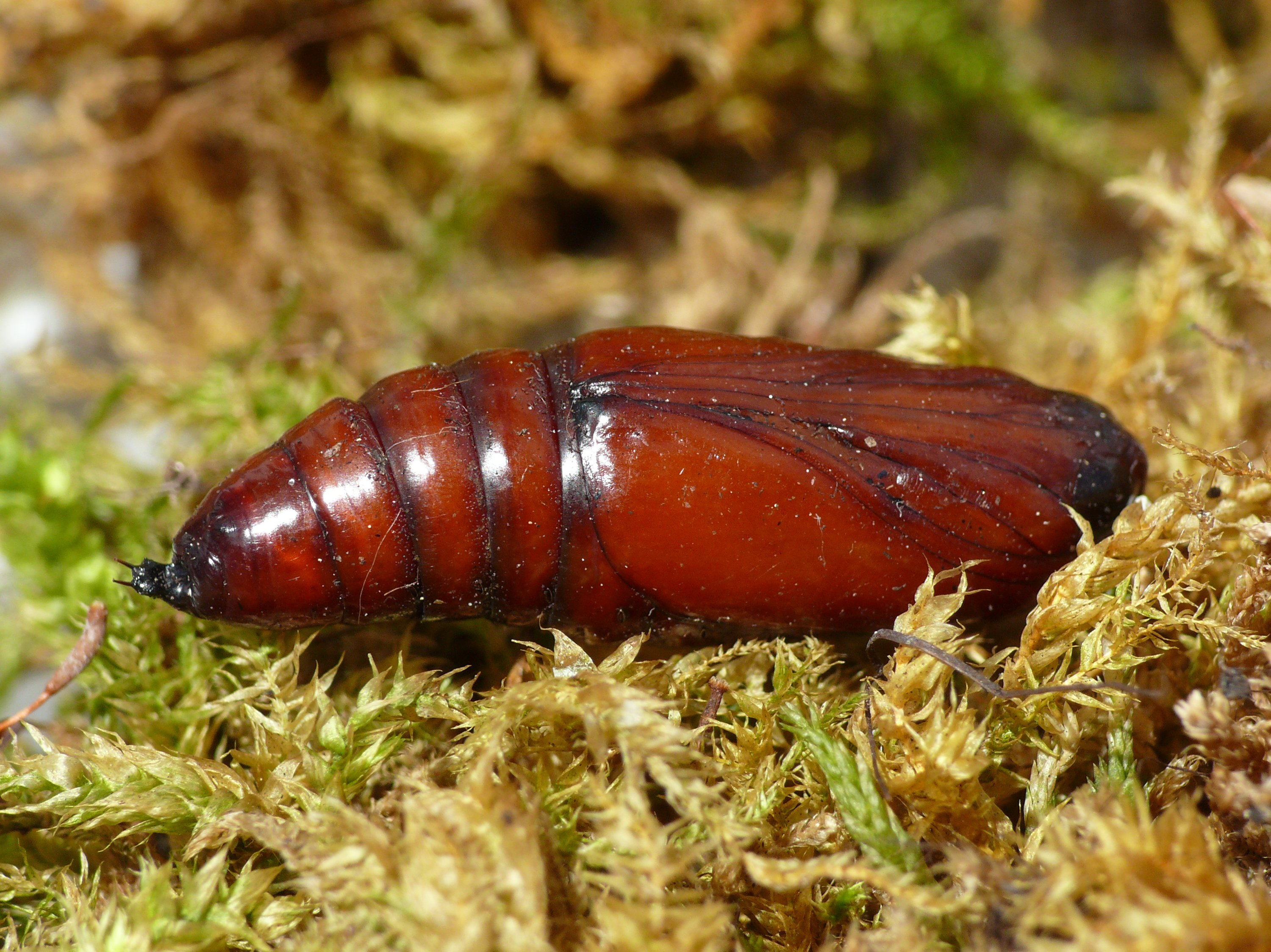
Nhộng

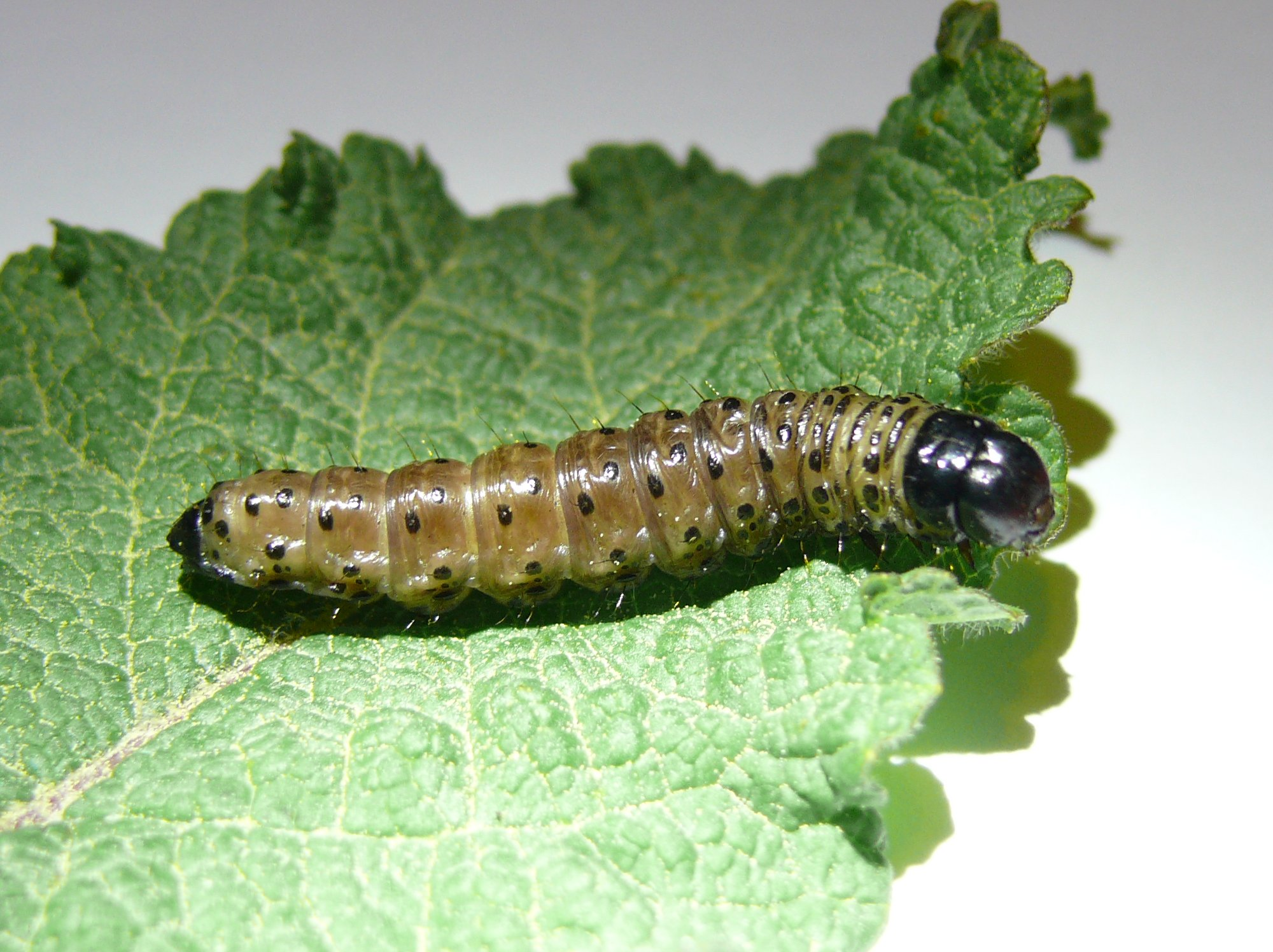
Sâu bướm

Sải cánh của con bướm từ 46–54 mm. Bướm bị thu hút bởi ánh đèn và hoa nhiều mật hoa. Nó ăn nhiều loại cỏ khác nhau bao gồm Deschampsia, Dactylis glomerata, Lolium Calamagrostis và Festuca (bao gồm Festuca ovina). Loài này qua đông dưới dạng ấu trùng. 

## Hình ảnh

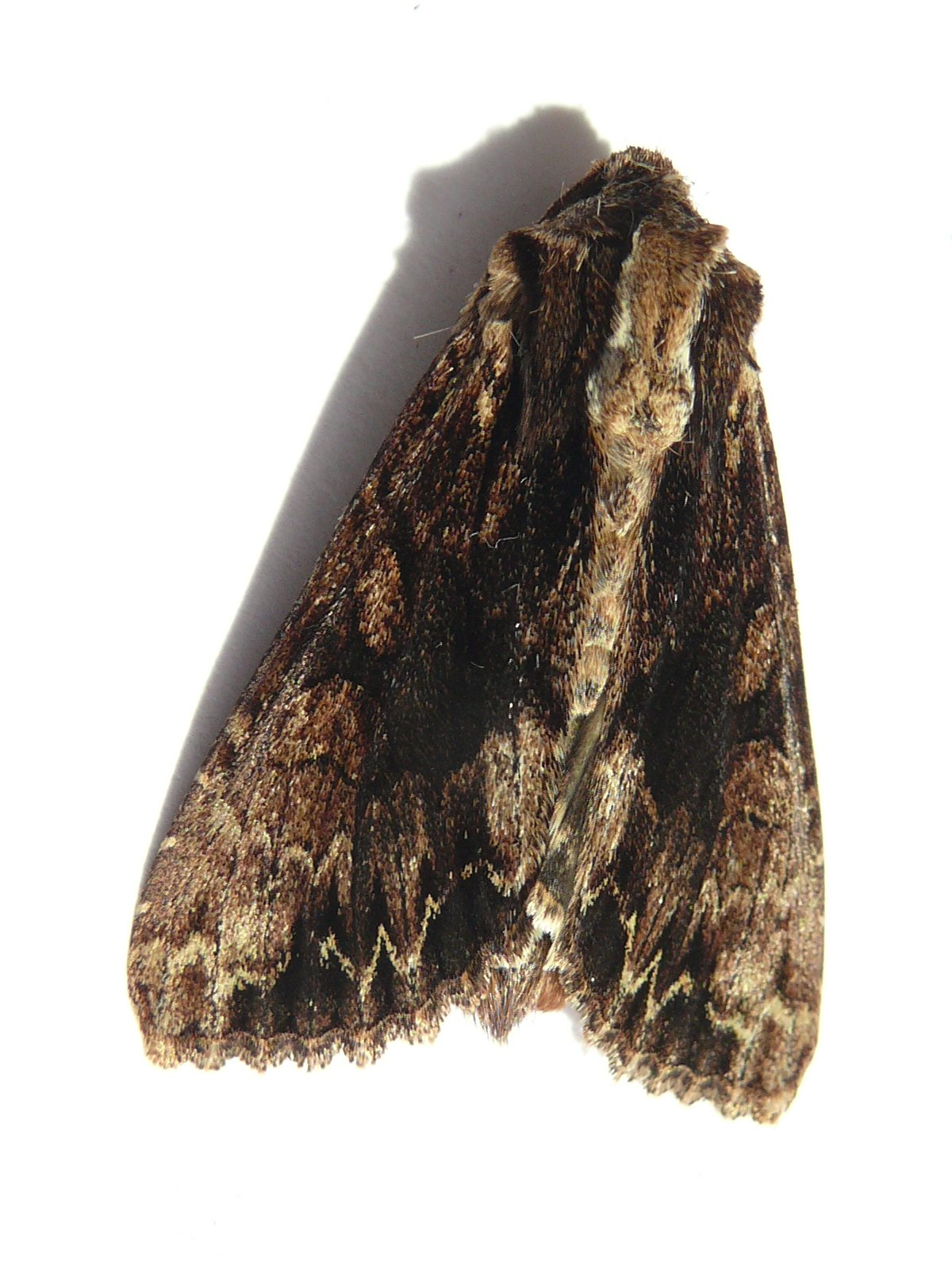
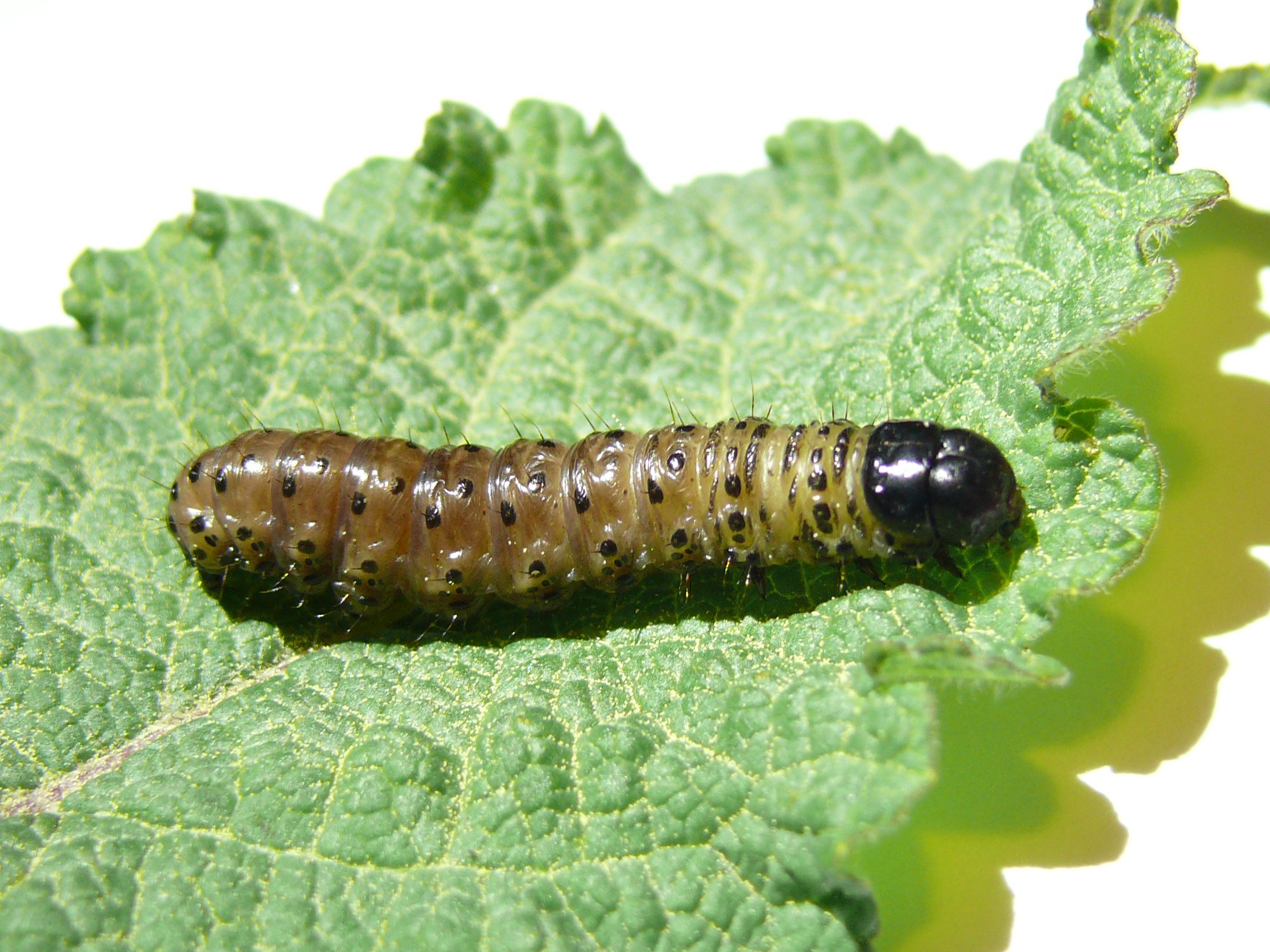
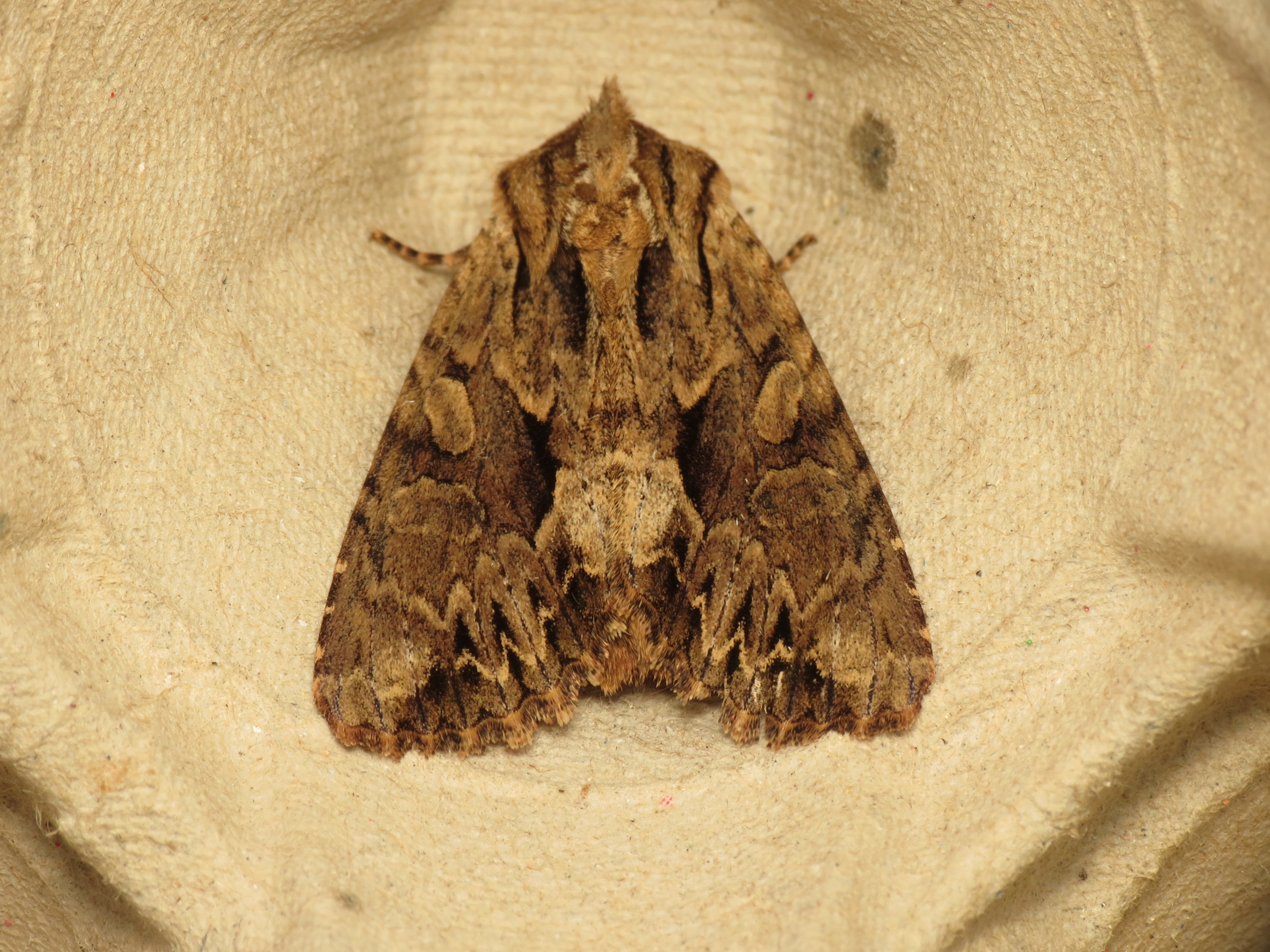
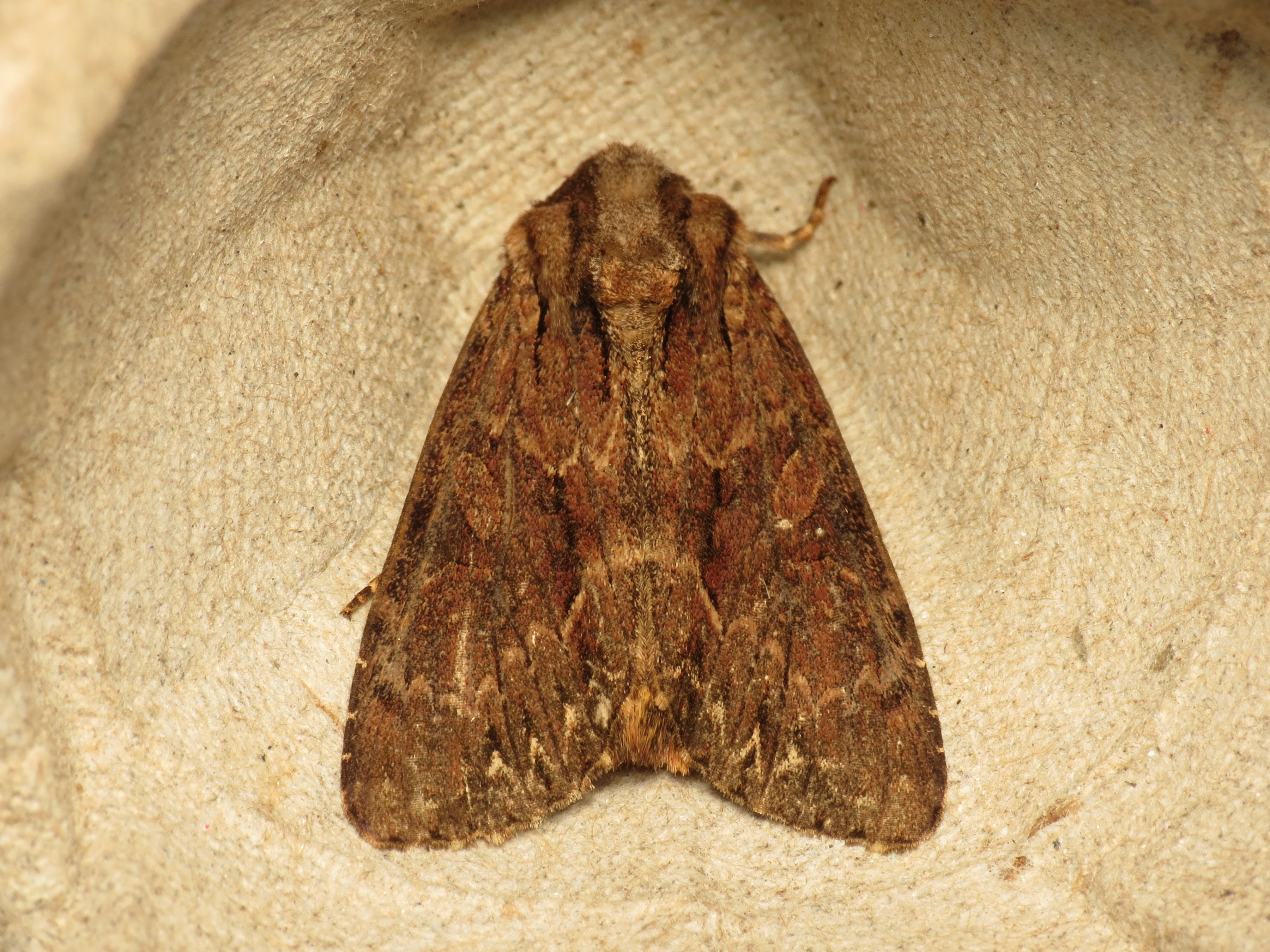